# Maíra Góes
Maíra Faria de Góes (Juiz de Fora, 15 de Fevereiro de 1979) é uma atriz, dubladora e diretora de dublagem brasileira. 
Antes de ser dubladora iniciou sua carreira como atriz fazendo várias peças de teatro. 
Sua voz é conhecida nacionalmente por já ter dublado personagens centrais de filmes e séries famosas, tais como: a peixinha Dory das animações Procurando Nemo e Procurando Dory, Júpiter (Mila Kunis), em O Destino de Júpiter, Jamie (Mila Kunis), em Amizade Colorida, Anna Karenina (Keira Knightley), em Anna Karenina, Elisabeth (Keira Knightley), em Piratas do Caribe, Kase de Kamen Rider: O Cavaleiro Dragão, Simone de Heroes, Fidget de Action Man, Elisa Donovan (Morgan) de Sabrina, a aprendiz de feiticeira, Arquivo Morto, Betty Ross (Liv Tyler) em O Incrível Hulk, Simone (Tawny Cypress) — Heroes, Teresa (Kate del Castillo), na série La Reina del Sur, dentre outros. Em 2023, interpretou a personagem Angela Morel, no audiodrama brasileiro França e o Labirinto.
O trabalho de dublagem de Dory deu a Maíra, em 2004, o prêmio de Melhor Atriz Coadjuvante na premiação Prêmio Yamato. Ela voltou a ser indicada ao prêmio na mesma categoria em 2011 por sua interpretação de Sherry, em Karatê Kid.
Desde 2011, Maíra abriu o próprio estúdio de dublagem, o Beck Studios, onde faz audiodescrição e dublagem. Ela também coordena o curso de dublagem no Beck Studios.
Em 2012, produziu o 1º Prêmio da Dublagem Carioca, que aconteceu no Teatro Carlos Gomes.
Maíra Góes é casada com o ator, dublador, diretor de dublagem e sócio Marcelo Garcia os dois tem uma filha também dubladora Manuela.